# Château de Tirpoil
Le château de Tirpoil, parfois Thyrepoïl, est édifié de 1842 à 1908 dans le style Renaissance à Montilliers dans le département français de Maine-et-Loire, à proximité des vestiges d'un premier logis mentionné au XVe siècle.

## Historique
La propriété est située entre les villages de Montilliers et de Vihiers, le long de l'actuelle route départementale 748 du Maine-et-Loire. Elle est mentionnée dès le XIe siècle.
Vaste à son apogée de près de 400 hectares, elle appartient depuis cette époque à la famille d'Hector. Après la mort du dernier comte, Georges d'Hector en 1884, sa petite nièce Georgette de Romans vient habiter le château. Quand elle meurt en 1903 ses héritiers vendent le domaine à Georges Bouin et Alfred Regouin, un couple d'entrepreneurs qui a fait fortune dans les colonies africaines, possédant plantations et affaires aux Comores, à Zanzibar et sur la côte orientale. Les deux hommes rénovent luxueusement le château entre 1906 et 1914. À la fin de leur vie, Louis Monnier, un notable des Deux-Sèvres, achète le château pour sa fille Louise qui vient d'épouser Louis Rampillon des Magnils. Le couple meurt sans enfants en 1972 et ses héritiers vendent le domaine — alors réduit à 72 hectares — à deux familles du cru, les Beaumont,.

Armes des Hector de Tirpoil[Note 7].
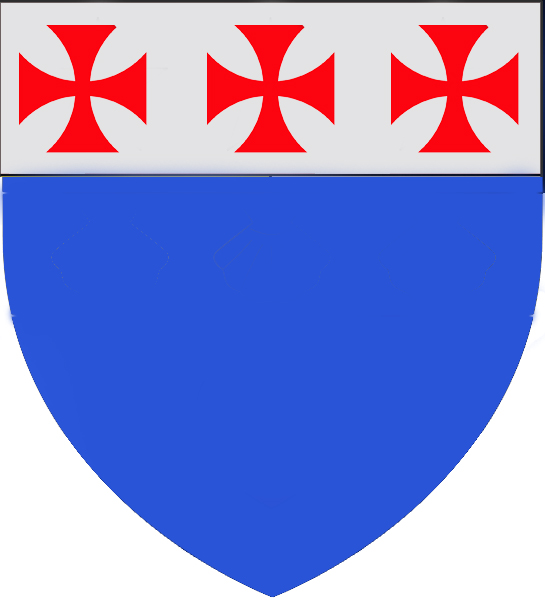
Armes des barons de Romans[Note 8].
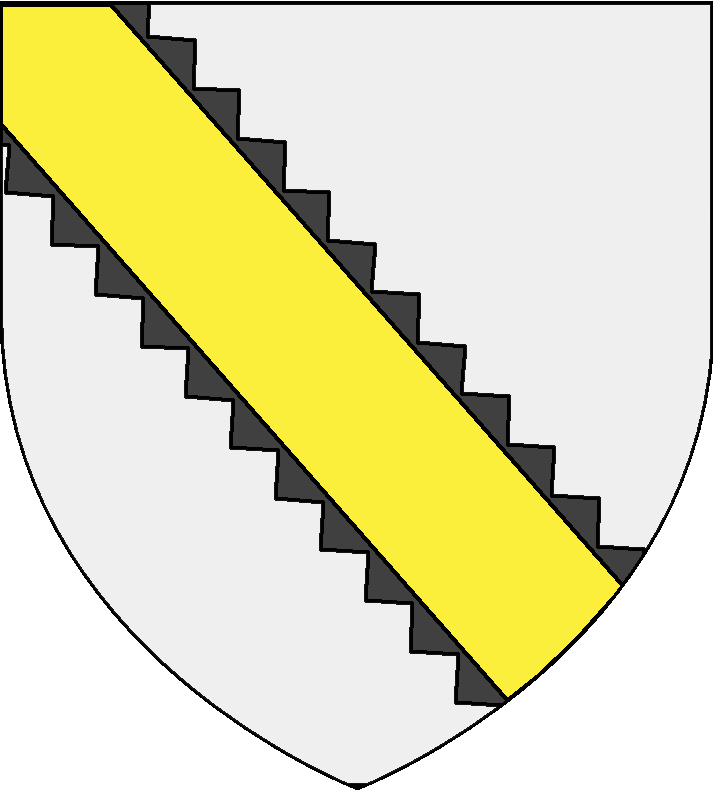
Armes des Monnier de Romefort[Note 9].

Depuis 2008, il est la propriété de Régine Manceau qui l'a rebaptisé « château Athéna de Tirpoil ».
Le 25 avril 2024, la propriété est vendue aux enchères publiques au tribunal de Paris à la suite de la liquidation judiciaire de la société civile immobilière propriétaire. Elle ne trouve pas preneur notamment par le fait que le château est toujours habitée par madame Manceau. Un an plus tard, le château est toujours proposé à la vente, à un prix de 1,9 M€.

## Description

### Premier château
Une première maison-forte est mentionnée en 1409. En 1632 on sait qu'elle comprend un corps de logis avec des fossés, douves, bascule et pont-levis et des pavillons. Une ferme de l'actuel château est construite sur son emplacement, et n'en subsistent que quelques vestiges : des pans de murs, la tour sud-est de la basse-cour, des douves comblées, trois cheminées XVe siècle et l'ancien portail du pont-levis. L'existence d'une chapelle est attestée en 1669 et 1738, qui aurait été remaniée en 1717 mais dont il ne reste rien qu'une pierre portant cette date. 
Au début du XXe siècle les propriétaires Bouin et Regoin font rénover ces fermes par l'architecte Jules Dussauze : grand porche d'entrée surmonté d'un pigeonnier, reconstruction des bâtiments d'habitation, des écuries et étables, d'ateliers de forge, de maréchalerie, d'une sellerie, construction d'un château d'eau, etc.

### Second château
La demeure actuelle, de style Renaissance, est construite un peu au sud à partir de 1842 à la demande du dernier comte d'Hector et sous la direction des architectes Lenoir et Chesneau. Elle dispose d'un sous-sol, de deux étages carrés et d'un étage de combles. Elle est édifiée en pierre de taille, tufeau, moellon, schiste et partiellement enduite. La toiture à longs pans est d'ardoise et de tuile creuse ; elle est ornée d'une croupe, d'un pignon couvert, d'un toit et d'un dôme polygonaux. 
Entre 1905 et 1914, l'architecte Jules Dussauze rénove l'extérieur et la disposition des pièces. Un perron arrondi à volée de marches en granit avec nez galbé, flanqué de balustres, remplace les quelques marches droites initiales. Deux escaliers droits en façade sur-ouest sont détruits et remplacés par des encorbellements surmontés de terrasses et de balconnets à balustres. Des briques vernies remplacent celles en terre cuite rouge sur les façades et les cheminées. Les portes intérieures sont agrandies et un escalier monumental à double volée et à cage ouverte est taillé dans les ateliers des Compagnons du tour de France de Strasbourg pour desservir l'étage. 
En 2024 l'aménagement du château comprend sur 701 m2 une bibliothèque, une salle de billard, plusieurs salons et salles à manger, huit chambres et trois salles de bain. Il est ceint de 18 ha de bois et 12 de prairies, comprenant des étangs et des dépendances vétustes (anciennes écuries, château d'eau inutilisable, lavoir, logement du gardien).